# Rura w Skale Oczko
Rura w Skale Oczko – schronisko pomiędzy wsiami Smoleń i Złożeniec w województwie śląskim, w powiecie zawierciańskim, w gminie Pilica. Pod względem geograficznym jest to obszar Wyżyny Ryczowskiej, będącej częścią Wyżyny Częstochowskiej w obrębie Wyżyny Krakowsko-Częstochowskiej.

## Opis obiektu
Schronisko zlokalizowane jest w lesie w tzw. Parku Jurajskim po lewej stronie drogi ze Smolenia do Złożeńca, w odległości około 150 m od tej drogi. Znajduje się w skale Oczko z charakterystycznym oknem skalnym o średnicy 2 m. Rura w Skale Oczko przebija na wylot skałę z zachodu na wschód w odległości kilku metrów od tego okna i na wysokości kilku metrów. Ma trzy otwory. Najłatwiej dostępny jest południowy. Znajduje się na wysokości 2,5 m i jest bocznym odgałęzieniem głównego korytarza. Otwór zachodni i wschodni znajdują się na pionowych ścianach wysoko nad ziemią.
Schronisko powstało w wapieniach z jury późnej i jest pochodzenia krasowego. Powstało w strefie saturacji i jego główny korytarz w postaci rury skalnej ma nieco falisty przebieg. W jego środkowej części woda dokonała rozmycia tworząc niewielka salkę. Na ścianach korytarza występują różnej wielkości kotły wirowe. Brak nacieków i namuliska, jedynie na dnie salki znajdują się niewielkie okruchy skalne. Przelotowy charakter schroniska powoduje, że jest w nim dość silny przewiew. Jest suche i widne, jedynie w środkowej części jest mroczno. W lepiej oświetlonych miejscach rozwijają się na ścianach glony. Zwierząt nie zaobserwowano.
Oprócz tego schroniska w skale Oczko znajdują się jeszcze inne schroniska: Schronisko przy Ziemi, Skalna Ambona i Oczko (okno skalne).

## Historia badań i dokumentacji
Prawdopodobnie znane było od dawna. W wykonanej w 1991 roku dokumentacji dla Zarządu Zespołu Jurajskich Parków Krajobrazowych woj. katowickiego oraz w dokumentacji z roku 2000 wykonanej na zlecenie Ministerstwa Środowiska ma nazwę Schronisko w Górze Smoleń IX. W ogólnodostępnej literaturze po raz pierwszy wzmianka o nim pojawiła się w 1993 r. W listopadzie 1991 r. A. Polonius i S. Kornaś pomierzyli schronisko, A. Polonius opracował jego plan.

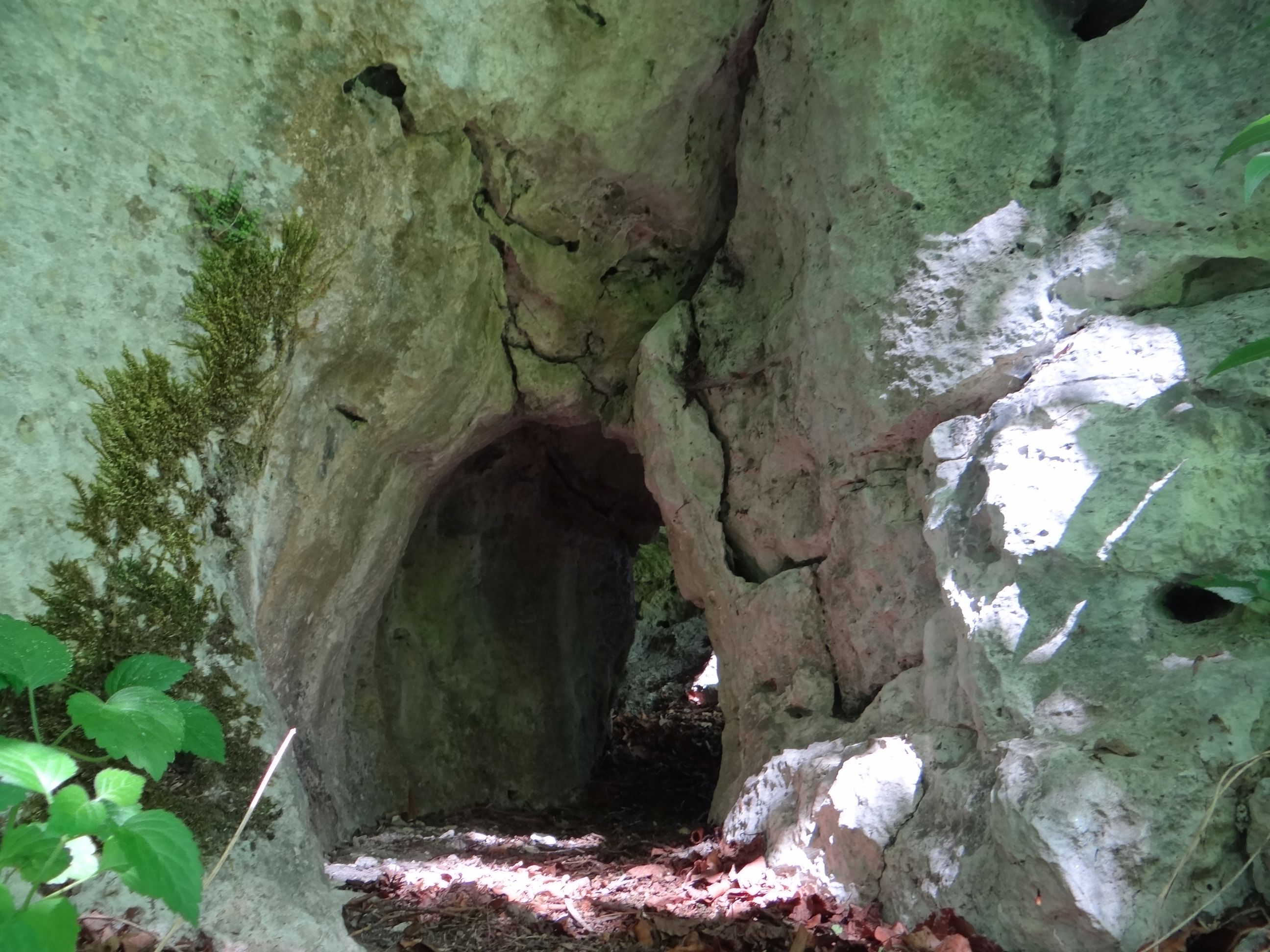
Schronisko
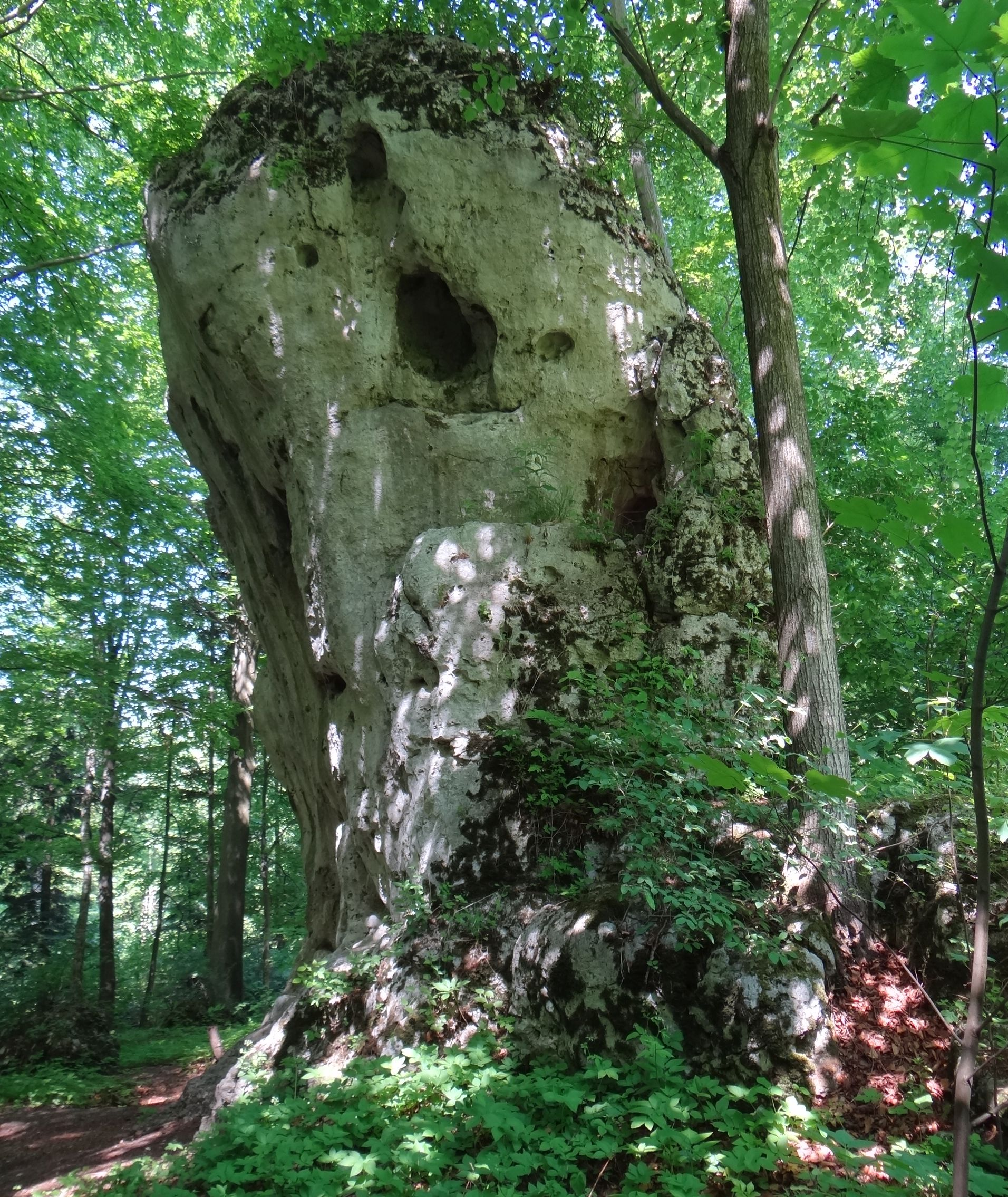
Otwór zachodni (nad nim dwie nyże)
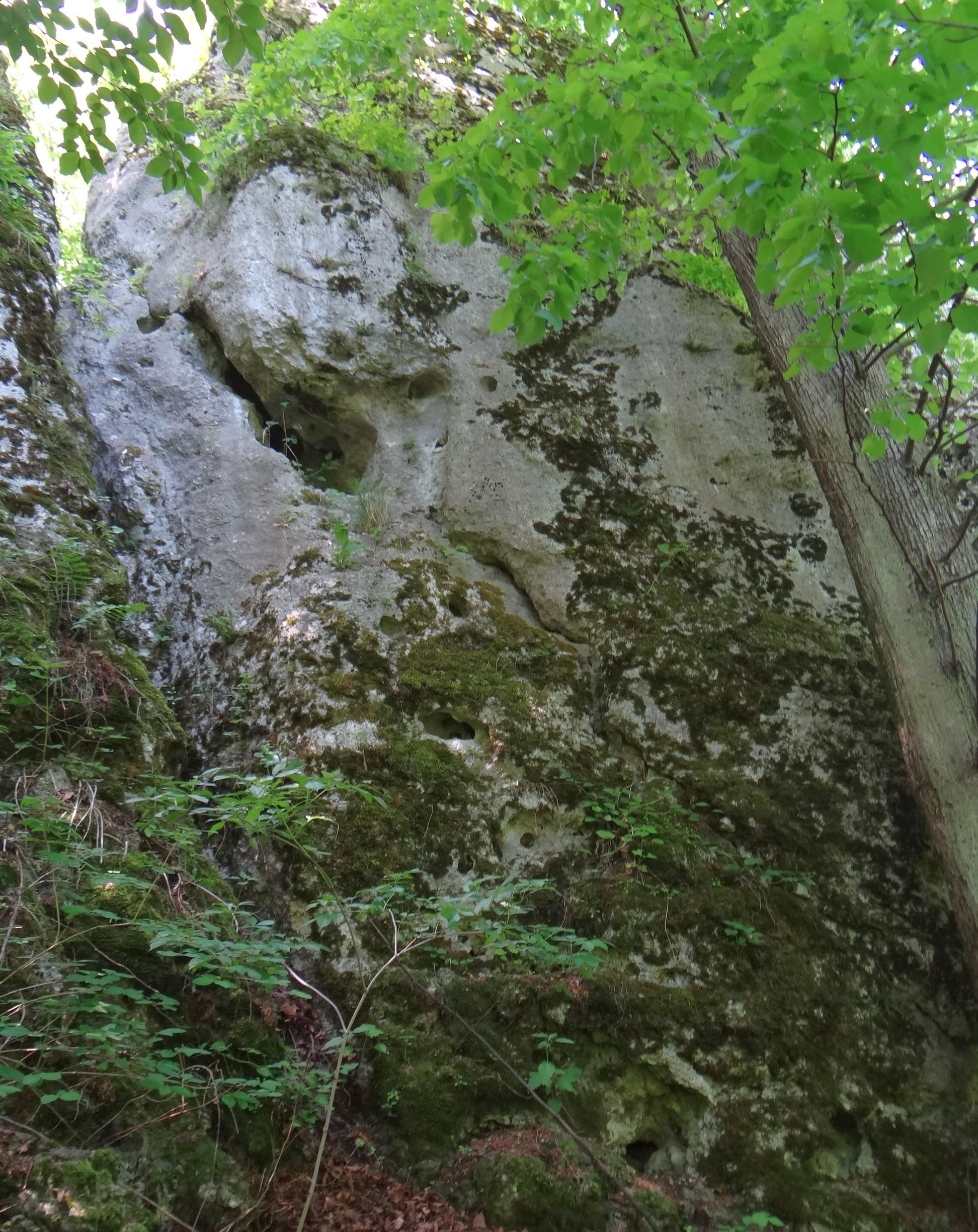
Ściana z otworem wschodnim
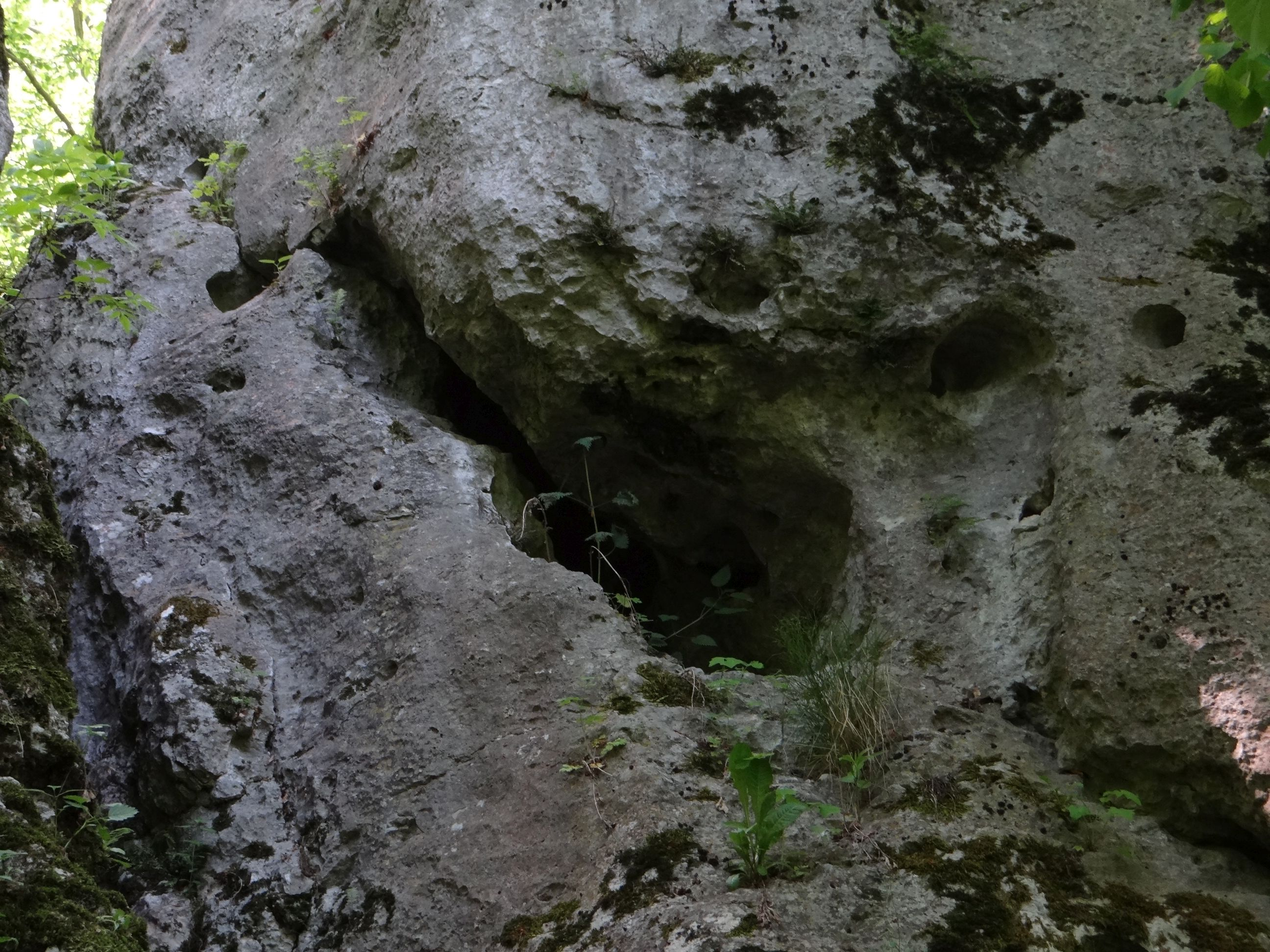
Otwór wschodni